# Ronde van Nederland 1954
De 6e editie van de Ronde van Nederland ging op 26 april 1954 van start in Groningen. De wielerwedstrijd over zeven etappes eindigde op 2 mei in Amsterdam. De ronde werd gewonnen door Wim van Est.

## Eindklassement
Wim van Est werd winnaar van het eindklassement van de Ronde van Nederland van 1954 met een voorsprong van 2 minuten en 49 seconden op Gerrit Schulte. De beste Belg was Frans Gielen met een 9e plek.
| Plaats  | Naam            | Tijd      |
| ------- | --------------- | --------- |
| Winnaar | Wim van Est     | 32u17'56" |
| 2       | Gerrit Schulte  | + 2'49"   |
| 3       | Gerrit Voorting | + 5'00"   |
| 4       | Nico van Est    | + 9'31"   |
| 5       | Piet Haan       | + 10'51"  |
| 6       | Wout Wagtmans   | + 11'51"  |
| 7       | Henk Faanhof    | + 14'00"  |
| 8       | Cor Bakker      | + 14'51"  |
| 9       | Frans Gielen    | + 15'38"  |
| 10      | Karel Borgmans  | + 15'45"  |

## Etappe-overzicht
| Etappe | Van - naar             | Km       | Etappewinnaar  |
| ------ | ---------------------- | -------- | -------------- |
| 1      | Groningen - Almelo     | 205      | Karel Borgmans |
| 2      | Almelo - Valkenswaard  | 255      | Gerrit Schulte |
| 3      | Valkenswaard - Heerlen | 196      | Wim van Est    |
| 4      | Heerlen - Tilburg      | 195      | Wim van Est    |
| 5a     | Tilburg - Elten        | 75 (TTT) | Nederland C    |
| 5b     | Elten - Rotterdam      | 54       | Hans Preiskeit |
| 6      | Rotterdam - Utrecht    | 257      | Norbert Koch   |
| 7      | Utrecht - Amsterdam    | 60 (ITT) | Wim van Est    |

1948 · 1949 · 1950 · 1951 · 1952 · 1953 · 1954 · 1955 · 1956 · 1957 · 1958 · 1959 · 1960 · 1961 · 1962 · 1963 · 1964 · 1965 · 1966 · 1967 · 1968 · 1969 · 1970 · 1971 · 1972 · 1973 · 1974 · 1975 · 1976 · 1977 · 1978 · 1979 · 1980 · 1981 · 1982 · 1983 · 1984 · 1985 · 1986 · 1987 · 1988 · 1989 · 1990 · 1991 · 1992 · 1993 · 1994 · 1995 · 1996 · 1997 · 1998 · 1999 · 2000 · 2001 · 2002 · 2003 · 2004 · 2005 · 2006 · 2007 · 2008 · 2009 · 2010 · 2011 · 2012 · 2013 · 2014 · 2015 · 2016 · 2017 · 2018 · 2019 · 2020 · 2021 · 2022 · 2023 · 2024